# Ulrico Mursa
Ulrico de Souza Mursa (Niterói, 18 de abril de 1862 — Rio de Janeiro, 2 de setembro de 1934) foi um engenheiro brasileiro e diretor da Cia. Docas de Santos. Em sua homenagem, o seu nome foi dado ao estádio de futebol da Associação Atlética Portuguesa.

## Biografia

### Formação acadêmica e serviços
Ulrico Mursa, filho de Laura Clementina Mursa e do general Joaquim de Souza Mursa, irmão de Guido de Souza Mursa (1874—1937), nasceu em Niterói. Em 1882, estudou engenharia na Universidade de Karlsruhe, em 1884 na Universidade de Braunschweig e na Universidade de Hanôver. Ao regressar ao Brasil, Mursa participou da fundação da Cia. Docas de Santos, inaugurada em 1892, além da construção da represa do Açude Cedro, e da açudagem do Porto de Santos e do Porto de Belém. Foi superintendente e diretor da Cia. Docas de Santos.

### No futebol
Mursa foi associado benemérito e o primeiro presidente da Associação Beneficente dos Empregados da Companhia Docas de Santos, uma associação dos empregados da Docas. Ele era membro do conselho geral da Associação Protetora da Infância Desvalida.
Sendo um dos maiores benfeitores da Associação Atlética Portuguesa, Mursa doou em 1914 a área usada para a construção do estádio da Portuguesa em 1917, tendo sido por isso homenageado com o seu nome dado ao estádio e a uma avenida de Santos.

### Vida pessoal
Mursa era casado com Amália Costa de Souza Mursa. Eles tiveram uma filha chamada Sonia.